# Lake George (New York)
Lake George je malé město v okrese Warren, v americkém státu New York. V roce 2010 měl Lake George 906 obyvatel. Číslo udává počet obyvatel pouze v zimních měsících, v létě a o prázdninách se počet obyvatel zvýší na 15 tisíc. Podle administrativního členění státu má status village.
Village of Lake George leží v okrsku Town of Lake George při jižním okraji jezera Lake George.

## Historie
Lake George leží na bývalé trase mezi britskými a francouzskými koloniemi. Původně na místě města stála pevnost Fort William Henry, která je dnes zrekonstruovaná.

## Geografie
Podle Amerického úřadu pro sčítání má celkovou rozlohu 1,6 km². Město leží na okraji Adirondackého Národního parku. Lake George se nachází přibližně 322 km od města New York.

## Demografie
Podle sčítání lidu z roku 2010 zde žilo 906 obyvatel. Podle sčítání z roku 2000 zde žilo 985 obyvatel, 448 domácností a 237 rodin, hustota zalidnění byla 623.7/km². Lake George je oblíbenou turistickou destinací, proto se v letních měsících zvýší počet obyvatel z necelého tisíce na 15 tisíc obyvatel. Okrsek Town of Lake George, ve kterém město leží, má 3 578 obyvatel.

### Rasové složení
- 96,6% Bílí Američané
- 0,4% Afroameričané
- 0,1% Američtí indiáni
- 1,1% Asijští Američané
- 0,0% Pacifičtí ostrované
- 0,1% Jiná rasa
- 1,7% Dvě nebo více ras

Obyvatelé hispánského nebo latinskoamerického původu, bez ohledu na rasu, tvořili 2,0% populace.